# Omocestus demokidovi
Omocestus demokidovi är en insektsart som beskrevs av Willy Adolf Theodor Ramme 1930. Omocestus demokidovi ingår i släktet Omocestus och familjen gräshoppor. Inga underarter finns listade i Catalogue of Life.